# La Figuera
La Figuera är en kommun i Spanien.   Den ligger i provinsen Província de Tarragona och regionen Katalonien, i den östra delen av landet, 400 km öster om huvudstaden Madrid. Antalet invånare är 128.
Terrängen runt La Figuera är huvudsakligen kuperad. La Figuera ligger uppe på en höjd. Runt La Figuera är det ganska glesbefolkat, med 48 invånare per kvadratkilometer. Närmaste större samhälle är Falset, 10,8 km sydost om La Figuera. 